# Jean Kambanda
Jean Kambanda, född 19 oktober 1955, är en före detta politiker från Rwanda och landets premiärminister mellan 9 april och 19 juli 1994 och en av dem som aktivt varit med och planerat och genomfört folkmordet i Rwanda 1994. Han är den högst uppsatte politiker som dömts för folkmordet.
Kambanda tog över posten som premiärminister den 9 april 1994 sedan presidenten Juvénal Habyarimana och dennes premiärminister Agathe Uwilingiyimana hade mördats, det är än idag oklart vem eller vilka som låg bakom morden, och beordrade landets armé att sätta folkmordet i verket (folkmordet hade varit planerat sedan januari samma år). Han satt på posten fram till juli 1994 då huvudstaden Kigali intogs av oppositionsgerillan RPF. Han flydde då till grannlandet Zaire (idag Kongo-Kinshasa) och sedan vidare till Kenya.
Kambanda greps i Nairobi den 18 juli 1997 och ställdes inför den av FN upprättade internationella Rwandatribunalen i Tanzania där han befanns skyldig på 6 punkter, bland annat för folkmord och brott mot mänskligheten till livstids fängelse. Han sitter fängslad i Mali.